# Power Rangers Ninja Steel
Power Rangers Ninja Steel è una serie televisiva statunitense, la diciannovesima del franchise Power Rangers. La serie viene trasmessa dal 21 gennaio 2017 negli Stati Uniti sul canale Nickelodeon, mentre in Italia è stata trasmessa dal 10 settembre 2017 al 25 dicembre 2018 sul canale Pop. La stagione è stata prodotta attraverso l'utilizzo degli scenari, dei costumi e delle proprietà provenienti dalla serie televisiva giapponese Shuriken Sentai Ninninger.

## Trama
Il campione regnante del più popolare gameshow intergalattico universale I Guerrieri della Galassia Galvanax sta cercando di affrontare alcuni concorrenti per diventare il più forte guerriero nonostante avesse preso il possesso e il controllo del Nexus Ninja Prism per diventare molto più potente. Per sconfiggerlo insieme ai suoi infidi guerrieri venuti sul pianeta Terra i nuovi Power Ranger di Summer Cove si trasformano nei leggendari ninja ed entrano in possesso delle magiche Stelle Power con lo scopo di salvare il mondo terrestre dalla maledetta distruzione con l'aiuto di nuove Mega Moto e nuovi Zord che formano un Megazord molto più potente per distruggere il male.

## Episodi
| Stagione         | Episodi | Prima TV USA | Prima TV Italia |
| ---------------- | ------- | ------------ | --------------- |
| Prima stagione   | 22      | 2017         | 2017            |
| Seconda stagione | 22      | 2018         | 2018            |

## Personaggi e interpreti

### Ranger
- Brody Romero (Ranger Rosso Ninja Steel[5]), interpretato da William Shewfelt, doppiato da Simone Veltroni.
Leader dei Ranger e loro maestro ninja, è il figlio minore del maestro ninja Dane Romero, tornato sulla Terra dopo dieci anni. I suoi zord personali sono il Robo Red Zord (prima stagione) e Falcon Zord (seconda stagione).
- Preston Tien (Ranger Blu Ninja Steel[5]), interpretato da Peter Sudarso, doppiato da Danny Francucci. 
Prestigiatore dilettante i cui numeri non riescono molto all'inizio della serie, il padre è tra gli uomini più facoltosi in città. I suoi zord personali sono il Dragon Zord (prima stagione) e il Serpent Zord (seconda stagione).
- Calvin Maxwell (Ranger Giallo Ninja Steel[5]), interpretato da Nico Greetham, doppiato da Matteo Liofredi.
Meccanico provetto, anche se non ha la patente agli inizi; è il ragazzo di Hayley. I suoi zord personali sono il Nitro Zord (prima stagione) e il Tortoise Zord (seconda stagione).
- Sarah Thompson (Ranger Rosa Ninja Steel[5]), interpretata da Chrysti Ane, doppiata da Cristina Caparrelli.
Genio del gruppo e amante dell'alta velocità. I suoi zord personali sono lo Zoom Zord (prima stagione) e il Panda Zord (seconda stagione).
- Hayley Foster (Ranger Bianco Nonja Steel[5]), interpretata da Zoë Robins, doppiata da Monica Vulcano. 
Avventurosa, sportiva e amante della natura, fidanzata di Calvin. I suoi zord personali sono il Kodiak Zord (prima stagione), Tiger Zord (come White Super Ninja Steel Ranger).
- Levi Weston/Aiden Romero (Ranger Oro Ninja Steel[5]), interpretato da Jordi Webber, doppiato da Emilio Mauro Barchiesi.
Cantante country; scelto dalla stella oro, poi rapito da Madame Odius per rubargli i ricordi, si scoprirà essere in realtà Aiden, il fratello maggiore di Brody, che decise di viaggiare per il mondo sotto falso nome per non farsi scoprire[6]. I suoi Zord sono il Robo Rider Zord, il Ninja Bull Zord (prima stagione) e Piranha Zord (seconda stagione).

### Nemici
- Galvanax: campione in carica dello show I Guerrieri della Galassia, manda sulla Terra i suoi mostri con l'intento di rubare ai ranger le loro "Stelle Power", con le quali diventerebbe invincibile.
- Ripcon: antagonista secondario della serie, è la guardia del corpo di Galvanax e anche il secondo al comando. Affrontò con Galvanax il maestro ninja Dane Romero e rapì suo figlio minore Brody.
- Madame Odius: è la consulente personale di Galvanax, nonché antagonista secondaria della serie insieme a Ripcon. Nel Super Sentai è lei a ripristinare il mostro e a ingigantirlo con un cannone a stelle oscure. Ha l'aspetto di una volpe con una maschera cinese. A differenza di Ripcon trama nell'ombra per sbarazzarsi di Galvanax. Dopo che quest'ultimo è stato distrutto dai Ranger diventa l'antagonista principale della seconda stagione.
- Badonna: è la seconda servente in comando di Madame Odius nonché antagonista secondaria in Power Rangers Super Ninja Steel.
- Cosmo Royale: conduttore televisivo dello show I Guerrieri della Galassia di cui Galvanax è il campione. In ogni episodio, dopo la distruzione di un mostro di Galvanax, schiaccia un pulsante della sua speciale macchina Gigantify, che ha tre pulsanti:
  - il pulsante blu serve per ingigantire il mostro distrutto
  - il pulsante rosso crea uno Skullgator
  - il pulsante giallo attiva il teletrasporto
- Skullgator: sono mostruosi coccodrilli composti di teschi e ossa. Vengono evocati con il pulsante rosso del Gigantify. Sembrano essere la versione gigante dei Basher, evocati quando la folla dello show I Guerrieri della Galassia non apprezza il combattimento del mostro mandato da Galvanax, che viene così sostituito da uno Skullgator.
- Kuga-Bot: androidi samurai e soldati semplici di Galvanax.
- Basher Monster: nuovi androidi samurai al servizio di Galvanax, fungono da soldati semplici e sostituiscono i Kuga-Bot, dei quali sono molto più forti.

## Arsenale dei Ranger
Nexus Ninja Prism: è la fonte madre delle Stelle Power. Le Stelle Power che fungono da trasformazione e creazione di armi sono quelle originali (anche se sono i sei frammenti della Super Stella Power originale, la cui leggenda diceva che solo il mitico Power Ranger era destinato a possederla insieme ai suoi poteri); le Stelle Power per i Zord e Megazord e per le Mega Morph Cycles sono la trasformazione dell'Acciaio Ninja (che ricopriva il Prisma), lavorate e rifinite con la forma di shuriken e trasformate all'interno del Prisma Ninja in Stelle Power. Queste Stelle Power sono la fonte di energia dei Ranger, energia che Galvanax desidera avere a tutti i costi.
- Ninja Steel Sword: sono le spade dei Ranger. Il loro potere dipende dalla Stella Power che vi è inserita.
- Ninja Master Blade: è la super Steel Sword del Red Ranger evocata automaticamente all'interno del Megazord.
- Ninja Blaster: sono i blaster dei Ranger. Il loro potere non dipende dalla Stella Power inserita, che funge comunque da carica ai blaster.

### Zord e Megazord
I Megazord sono formati unendo i vari Zord dei ninja.
- Ninja Fusion Zord, formato da Ninja Steel Megazord e Bull Rider Megazord.

- Ninja Steel Megazord, formato da:
  - Robot Red Zord, del Red Ranger, è una versione gigante somigliante a Redbot, costituisce busto e testa;
  - Dragon Zord, del Blue Ranger, un drago medievale, costituisce il braccio sinistro, lo scudo e la spada;
  - Nitro Zord, dello Yellow Ranger, un gigantesco mezzo simile a un camion con cassone ribaltabile costituisce la parte centrale, la schiena e il braccio destro;
  - Zoom Zord, della Pink Ranger, una sorta di treno futuristico che vola, costituisce la gamba destra e parte della gamba sinistra;
  - Kodiak Zord, della White Ranger, un cane che costituisce una parte della gamba sinistra.

- Ninja Steel Megazord Dragon Formation, formato da:
  - Dragon Zord, costituisce busto, testa, ali e coda;
  - Robot Red Zord, costituisce il braccio destro;
  - Nitro Zord, costituisce la parte centrale e la schiena;
  - Zoom Zord, costituisce la gambe destra e parte della gamba sinistra;
  - Kodiak Zord, costiusce una parte della gamba sinistra.

- Bison King Megazord (del Gold Ninja Steel Ranger), formato da:
  - Robo Rider Zord, un robot umanoide, costituisce il collo del Bull Rider Megazord;
  - Ninja Bull Zord, un ibrido tra un toro e un quad costituisce il corpo del Bull Rider Megazord.

- Lion Fire Fortress Zord, che funge da Super Zord del Red Ranger, da fortezza, da Megazord e Ultra Megazord.
- Blaze Megazord, formato dai Rangers trasformati in Blaze Zord:
  - Falcon Blaze Zord, Ranger Rosso, forma la testa;
  - Tortoise Blaze Zord, Ranger Giallo, forma il corpo e il lanciatore dei Ranger;
  - Serpent Blaze Zord, Ranger Blu, forma il braccio destro;
  - Piranha Blaze Zord, Ranger Oro, forma il braccio sinistro;
  - Tiger Blaze Zord, Ranger Bianca, forma la gamba destra;
  - Panda Blaze Zord, Ranger Rosa, forma la gamba sinistra.